# Thászosz
Thászosz (görög betűkkel Θάσος, ógörög átírásban Thaszosz, latinosan Thasus) sziget Görögországban, az Égei-tenger északi részén. Közel található Trákiához, de földrajzilag Makedónia részét képezi.

## Földrajz
A sziget a szárazföldtől 7 km-re, Kaválától 20 km-re délkeletre fekszik.

## Történelem
A szigetet először a föníciaiak népesítették be, akiket valószínűleg az aranylelőhelyek vonzottak. A Kr. e. 8. század végén Pároszról érkeztek görög telepesek. Ezt egy mítoszban fogalmazták meg, miszerint Minósz unokái, Alkaiosz és Szthenelosz Paroszban Héraklészhez csatlakoztak (bár nem önkéntesen, hanem fogolyként), majd az amazonok meglátogatása után a thaszoszi trákokat legyőzve Héraklész a két fivért királyként hagyta Thaszoszon.
A várost a ión felkelés idején megostromolták. Később (valószínűleg Kr. e. 463-ban) az athéniak bevették a fővárost, és adófizetésre kötelezték.
Thászosz a Keletrómai Birodalom, később Bizánci Birodalom része volt. A 14. század második felében a genovai Gattilusik terjesztették ki rá hatalmukat, akiknek központja Leszboszon volt. A sziget arkhónja ekkoriban III. Ferenc, a leszbosziak társuralkodója volt. 1462-ben került az Oszmán Birodalom irányítása alá. 1821-ben felkelés tört ki, de kudarcba fulladt. Az 1820-as évek végén II. Mahmud szultán Mohamed Ali pasának adta személyes hűbérbe a Görög szabadságharcban játszott egyiptomi beavatkozásért.
A sziget az Első Balkán-háború során, 1912. október 20-án került görög fennhatóság alá. A második világháború során bolgár megszállás alá került.

## Gazdasága
Gazdaságának legjelentősebb ágazata az idegenforgalom, mely 2005-ben lakossága közel 70 százalékának biztosította megélhetését. Kezdetben a görög családok kedvelt nyaralóhelyeként volt ismeretes, de újabban a külföldi turisták is egyre növekvő számban választják úticélul. A május közepétől október elejéig tartó idegenforgalmi idény augusztusban éri el csúcspontját.
A thászoszi márvány bányászata már az ókorban is jelentős volt, működő kőfejtői főként a sziget északkeleti részén találhatók. Északnyugati partvidékén kőolaj- és földgázkitermelés folyik.

## Gasztronómia
Éttermeinek jelentős részében a görög konyha hagyományos ételeit szolgálják fel.

## Fordítás
- Ez a szócikk részben vagy egészben a Thasos című angol Wikipédia-szócikk ezen változatának fordításán alapul.  Az eredeti cikk szerkesztőit annak laptörténete sorolja fel. Ez a jelzés csupán a megfogalmazás eredetét és a szerzői jogokat jelzi, nem szolgál a cikkben szereplő információk forrásmegjelöléseként.